# 석용원
석용원(石庸源, 1930년~1994년 1월 26일)은 대한민국의 아동문학가이자 시인이다.

## 생애
1930년 경상북도 영주에서 태어나 안동농림고등학교와 연세대학교 국어국문학과를 졸업했고, 한신대학교 선교신학대학원을 졸업했다. 중고등학교 교사, 《새벗》 편집장, 《소년중앙》 편집부장을 거쳐 숭의여자전문대학 유아교육과 교수로 근무했다. 한국아동문학회 부회장, 한국동요동인회 회장, 한국크리스챤문학가협회 회장을 지냈으며 1991년 한국아동문학인협회 창립 회원으로 공동대표를 거쳐 초대 회장을 지냈다. 1992년 한국문인협회 과천시 지부장이 되었으며, 1994년 위암으로 투병 생활을 하다가 작고했다. 1955년 시집 《종려》를 출간하여 문단에 데뷔했다. 같은 해 《새벗》에 동시 〈6월을 타고〉를 발표하면서 동시를 쓰기 시작했다. 저서로는 동시집 《불어라 은피리》, 《산골 아이》, 《한 작은 별나라》, 《어린이 공화국》, 《목장의 노래》 등의 다섯 권을 냈다. 이외에 시집으로 《종려》 등 아홉 권을 펴냈으며 동화집과 수필집이 다수 있다. 그밖에 대학 교재로 《아동문학개설》과 《유아동화의 구연교육》 등 여러 권을 펴냈다. 한정동아동문학상, 기독교문화상 대상, 소천아동문학상, 시문학상을 수상했다.